# Mario Peña
Pour les articles homonymes, voir Peña (homonymie).
Mario Peña, né le 7 septembre 1940, est un ancien joueur mexicain de basket-ball.